# 乌兹别克斯坦国家历史博物馆
乌兹别克斯坦国家历史博物馆，位于乌兹别克斯坦首都塔什干，始建于1876年7月12日。建馆时，博物馆名为“突厥斯坦民俗学博物馆”，1919年2月改名为“突厥斯坦国家博物馆”，1970年博物馆迁往新址，改名“中央列宁博物馆”。乌兹别克斯坦独立后的1992年，博物馆得到重建，定名乌兹别克斯坦国家历史博物馆。
乌兹别克斯坦国家历史博物馆是乌兹别克斯坦境内成立最早的博物馆，馆藏在250,000件以上，涵盖乌兹别克斯坦自石器时代至今的历史。展览分为九个部分：石器时代、青铜时代、国家的形成、5至8世纪的公共教育、9至12世纪的科学文化发展、帖木儿时代的复兴、16至19世纪的乌兹别克汗国、19至20世纪的乌兹别克斯坦、今日乌兹别克斯坦。